# Governo Autónomo da Mongólia Interior
Governo Autónomo da Mongólia Interior, chamado Mongólia Interior (Mongol: ）é continente no final da fronteira nordeste da República da China, estabeleceu um Governo Autónomo, a capital e Ye Temple (agora Ulan).
O Governo Autónomo da Mongólia Interior depois de o Partido Comunista da China primeiro liderança minoria auto-governo.